# Hayashi rice

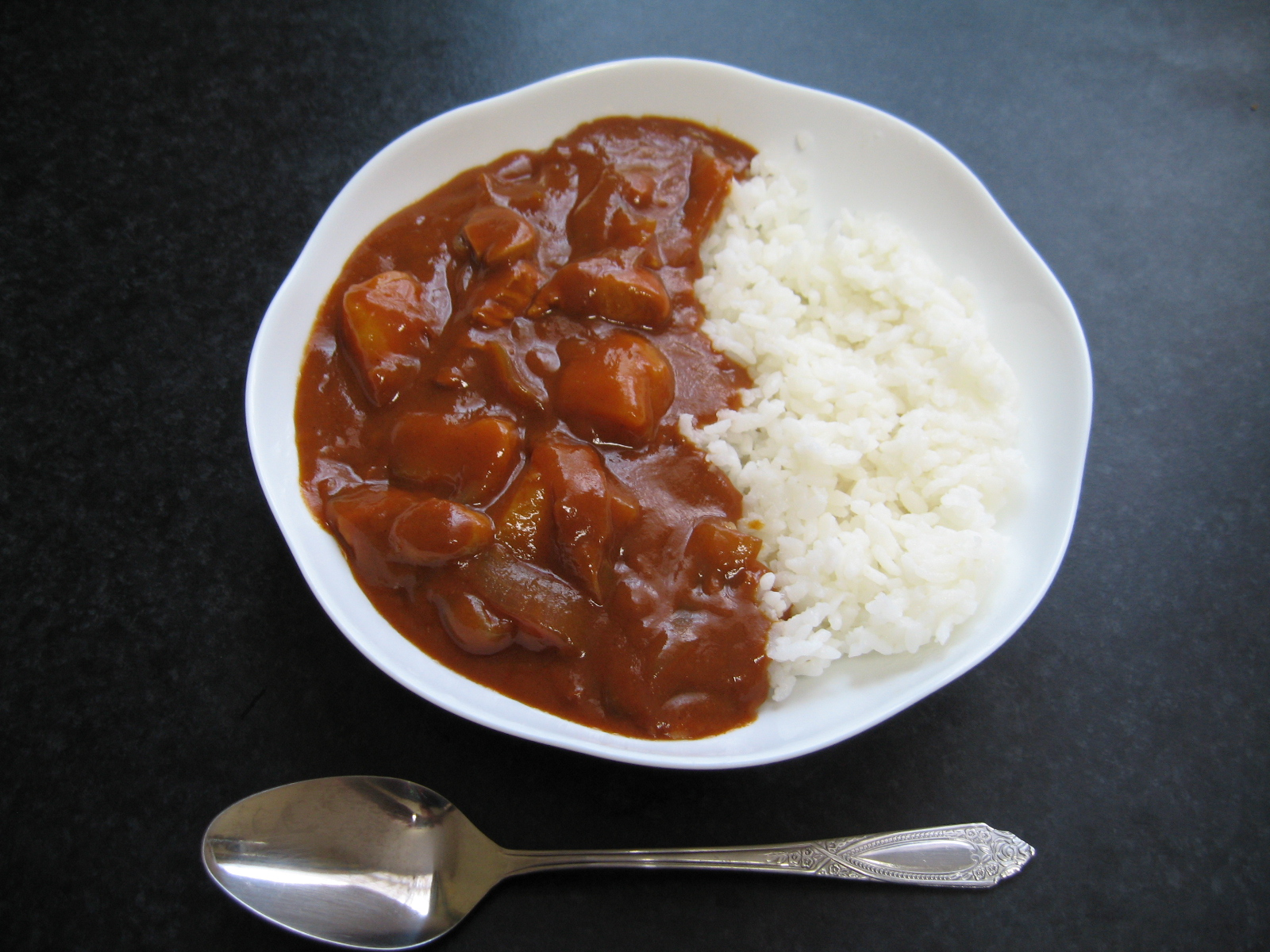
Hayashi rice

Hayashi rice (jap. ハヤシライス, Hayashi raisu) ist ein beliebtes japanisches Gericht. Es kann den sogenannten yoshoku oder „Gerichten westlicher Art“ zugeordnet werden.
Das traditionelle englische „beef stew“, ein in zahllosen Varianten zubereiteter Rindfleischschmortopf, wurde im Lauf der Zeit von japanischen Köchen überarbeitet.
Hauptbestandteile sind in Streifen geschnittenes Rindfleisch und Zwiebeln, optional werden zusätzlich Pilze zugegeben. Sie werden in einer demi-glace mit Rotwein und Tomatenmark gedünstet. Dazu wird Reis gegessen. Ein ähnliches Gericht ist Karē, ein japanischer Curryreis.
Neben der frischen Zubereitung der Sauce werden nicht selten Fertigprodukte in Würfelform verwendet.
Der Name leitet sich vermutlich aus dem englischen „hashed beef“ ab, es ranken sich zusätzlich einige Legenden um die Entstehung.